# Кримчацька мова
Кримчацька мова (кърымчах тыльы) — мова кримчаків, належить до кипчацько-половецької підгрупи тюркських мов. У сучасній розмовній мові та писемному мовленні багато елементів, що споріднюють цю мову з огузькими. До кінця XIX століття кримчаки називали свою мову «чагатай». Структурно кримчацька мова є говіркою середнього діалекту кримськотатарської мови, що відрізняється переважно наявністю гебрейської лексики й деякими архаїчними особливостями, пов'язаними з компактним проживанням кримчаків в окремій слободі Карасубазара.

## Назви
- Кримськоготська мова
- Кримська мова
- Чагатай

## Особливості
Відмінні особливості найбільш явно виражені в фонетиці: сильна редукція голосного переднього ряду «і», який в слабкій позиції на письмі позначається літерою ы: быр «один», сыз «ви», кытийим «я йду звідси», кыбык «як»; спірантізація къ в кінці слова: бойдах «холостяк», къартлых «старість»; огузький початковий в: вер «дай», вар «є, є», вар-«піти»; огузька форма допоміжного дієслова ол-«бути»; перехід початкового т в ч: чыш «зуб», чӱш «сон», чӱшмек «падати»; деяка депалаталізація голосних ӧ, ӱ в першу складах: ач копеклер «голодні собаки»; мен ишчы дугульым «я не робочий».
Морфонологічна особливість — у кримчацькій втрачено сингармонізм, притаманний більшості тюркських мов.
В області морфології збігається із середнім діалектом кримськотатарської мови.
Специфічна лексика: къысреге «правдивий», бутперест «ідолопоклонники», чешни «смак», русфай «поганий», опранмах «страждати», къыбар «сором'язливий», мефе «користь», авода «служба», амиле «вагітна», акибат «надія», хора «всевишній, бог», зофра «жовч», д'иба «шовк», халт «дурість», арын «просто», могеджет «диво», бехсун «сумний», эйран ол- «закохуватися», исфат «клятва» тощо. Рукописні збірники, іменовані у караїмів маджмуа, у кримчаків називаються джонк (кримськотатарська джонк «альбом»).

## Приклад
«Заповіт» Т. Шевченка кримчацькою мовою (переклала Вікторія Багинська (Ґурджі))
| ВАСИЭТ Бен ольсэм, бены сахланыс Украин топрахында, Курганын ичерснэ койныс Чольлярын ортасында. Кырларын янында койныс, Кайда Днепр-сую ахай, Корунсун да, иштыльсын да Нас сувлар булутланай. Нэ вахтларда Украиндан Ёгулур душман каны Дэнгизге… Турарым бындан, Калдырып топрахларны, Эм коттэрым колларны Мевлят чекме… О кунлерчез Бен бельмиим алланы. Комген сон башны коттэрныс, Зинджерны копарныс, Душманларын кара каннэн Топрахны суварныс. Бьюк, азат эвлядлар олуп, Енгыдэн яшаныс, Мем адны татлы тыльнэн Сыз айтма унтманыс. |

Джерело: Українська бібліотека